# Єжи Міхаловський
Єжи Міхаловський (пол. Jerzy Michałowski; 26 травня 1909, Київ — 30 березня 1993, Варшава) — польський дипломат, перекладач і письменник. Був послом у Великій Британії (1946—1953), при ООН у Нью-Йорку (1956—1960) та у США (1967—1972).

## Життєпис
Закінчив юридичний факультет Варшавського університету. У 1929—1930 роках був студентом кадетської школи артилерійського запасу у Володимир-Волинському. Закінчив навчання у 18-му польовому артилерійському полку в Оструві Мазовецькому. У 1935 р. присвоєно звання підпоручика зі стажем 1 січня 1934 р. і 7-ю посаду в корпусі офіцерів артилерійського запасу.
До війни працював в Інституті суспільних справ. Брав участь у вересневій кампанії. Потрапив у полон, де пробув до кінця війни.
Після Другої світової війни Єжи Міхаловський обійняв численні важливі дипломатичні посади в період існування Польської Народної Республіки, з 1946 року на посаді посла у Великій Британії. У період з 1956 по 1960 рік на посаді постійного представника Польщі при ООН в Нью-Йорку.
У 1960—1967 роках був генеральним директором Міністерства закордонних справ Польщі, а також у 1962 році головою Економічної та Соціальної Ради Організації Об'єднаних Націй (ЕКОСОР), який у на додаток до своїх обов'язків в рамках Організації Об'єднаних Націй, зокрема, координує діяльність 19 спеціалізованих установ Організації Об'єднаних Націй. У 1967—1972 роках він був послом Польщі у США.
Звільнившись з дипломатичної служби, Єжи Міхаловський присвятив себе перекладацькій діяльності під псевдонімом Стефан Вількош, перекладаючи, серед іншого, трилери Джеффрі Арчера, «Пси війни» Фредеріка Форсайта, «Шакал» та «Шість днів Кондора» Джеймса Грейді польською мовою.

## Сім'я
Його дружина Міра Міхаловська також була відомою польською журналісткою, письменницею та перекладачкою американської літератури.